# Rosa Alba Testamento
Rosa Alba Testamento, née le 1er avril 1977 à Salerne (Italie), est une femme politique italienne.

## Biographie
Rosa Alba Testamento naît le 1er avril 1977 à Salerne.
Elle est élue députée Mouvement 5 étoiles dans la circonscription du Molise lors des élections générales de 2018.